# Mograne
Mograne (en àrab مقران, Muqrān; en amazic ⵎⵯⴳⵔⴰⵏ) és una comuna rural de la província de Kénitra, a la regió de Rabat-Salé-Kenitra, al Marroc. Segons el cens de 2014 tenia una població total de 31.292 persones.